# Derwitzer Apparat

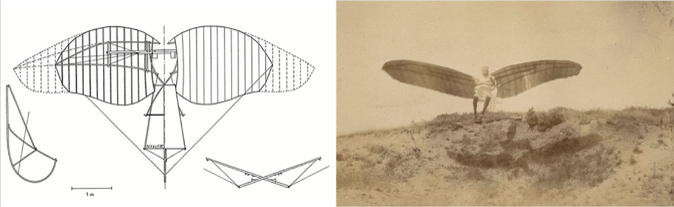
Technische Zeichnung Derwitzer Apparat und Start von Otto Lilienthal 1891

Der Derwitzer Apparat oder Derwitzer Gleiter war ein Gleitflugzeug, das von Otto Lilienthal entwickelt und 1891 vom Frühjahr bis zum Herbst geflogen wurde. Der Name bezieht sich auf den Ort Derwitz in Brandenburg, in dessen Nähe Lilienthal seine Gleitflüge durchführte.
Der Derwitzer Gleiter war das weltweit erste manntragende „schwerer als Luft“ Fluggerät. Otto Lilienthal, Hugo Eulitz und andere unternahmen mit diesem Gleiter reproduzierbar gesteuerte Gleitflüge bis zu 25 Meter Weite.

## Entwicklung
In theoretischen Vorarbeiten und naturwissenschaftlichen Experimenten entwickelte Lilienthal Vorstellungen, wie ein Tragflügel für einen manntragenden Gleitflug hinsichtlich Spannweite, Flügeltiefe und Wölbung zu dimensionieren ist. Vor 1891 baute Lilienthal mehrere Flugapparate (Tragflügel) unterschiedlicher Größe, mit denen er Stehversuche im Wind und Sprünge von einer Rampe durchführte.

## Konstruktion
Die Flügel des Derwitzer Apparats hatten zwei Holme aus starken Weidenruten mit je Tragflächenseite 14 senkrecht dazu angeordneten gekrümmten Rippen. Die Bespannung war in lackiertem Schirting ausgeführt. Die Flügelhälften wurden auf ein Holmkreuz aus Vierkanthölzern gesteckt.
Gleichzeitig diente dieses Kreuz dem Piloten dazu, das Gerät mit den Unterarmen zu tragen. Damit waren im Wesentlichen nur Arme, Schultern und Kopf des Piloten relativ zum Fluggerät fixiert und die Masse von Bauch, Rücken, Becken und der Beine konnte und musste durch Verlagerung relativ zum Gerät zur Flugsteuerung (Gewichtssteuerung) eingesetzt werden. Zur Stabilisierung der Fluglage war von Anfang an eine vertikale Schwanzfläche vorgesehen; sie wurde im Zuge der Flugversuche um eine horizontale Fläche ergänzt.
Dass die Flugsteuerung ein gewisses Maß an Körperkoordination erforderte, schildert Stephan Nitsch, der den Derwitzer nachgebaut und selbst geflogen hat, am Beispiel der Landung sehr anschaulich:

„Zur Landung wurde der Apparat vorn aufgerichtet. Das geschah durch Verlagerung des Körperschwerpunktes nach hinten – sehr schwer zu realisieren, mußten doch die Beine eigentlich vorn sein, um den Landestoß abzufangen. Es erforderte viel Übung, die Beine und den Oberkörper erst nach hinten und dann im richtigen Moment nach vorn zu werfen.“

## Nutzung

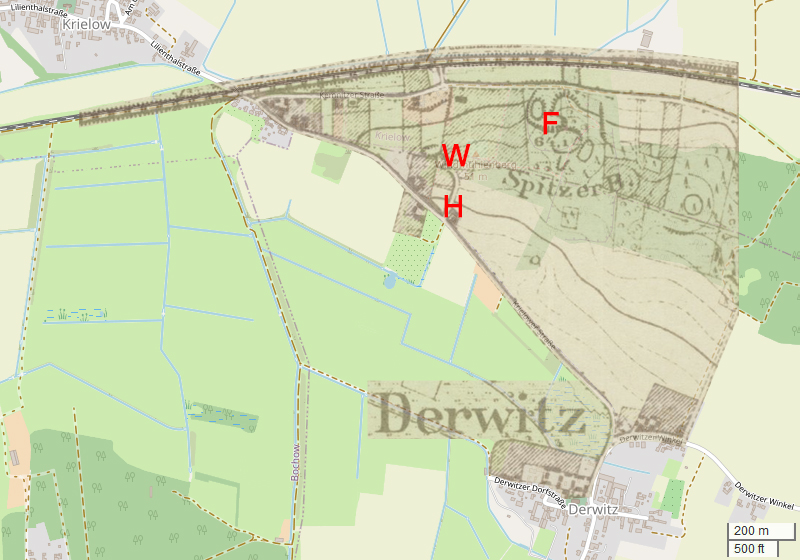
Der „Spitze Berg“ bei Derwitz in einer topografischen Karte von 1900

Die Bahnfahrten auf der Strecke Berlin-Magdeburg zu Verwandten nach Groß Kreutz führten Lilienthal am unbewaldeten „Spitzen Berg“ bei Derwitz vorbei und boten Gelegenheit, an der Abbruchkante des Nordwesthangs der Sandgrube, ein mögliches „Übungsterrain“ ins Auge zu fassen  (Auf dem rechten Bild (Markierung F),  Spitzer Berg). Glückliche Umstände waren zudem, dass die Sandgrube zum Bahngelände gehörte, und die Möglichkeit, seinen 7 Meter breiten Gleiter in der Scheune des nahegelegenen Hofs (Markierung H) von Hermann Schwach, der eine Windmühle (Markierung W) betrieb, unterstellen zu können. Dieses waren im Jahre 1891 gute Randbedingungen für die Auswahl des Geländes als Flugplatz. Die Topografie des Ortes entspricht heute nicht mehr der, wie sie Lilienthal vorfand; der „Spitze Berg“ wurde von 1904 bis 1906 komplett abgetragen.
Lilienthal schrieb selbst über seinen Flugbetrieb im Jahr 1891: „Fast allsonntäglich und auch, wenn meine Zeit in der Woche es irgendwie erlaubte, befand ich mich auf dem Übungsterrain zwischen Gross-Kreutz und Werder, um von den dortigen Hügeln Tausende von Malen den Segelflug gegen den Wind zu üben. Ein Techniker meiner Maschinenfabrik, Herr Hugo Eulitz, und ich wechselten uns derart ab, dass der eine vom Berg herabsegelte und gleich den Apparat wieder zur Höhe trug, während der andere sich ausgeruht hatte und sofort einen neuen Sprung vornahm.“
Mit dem Gleiter wurden ab Frühjahr 1891 bis in den Herbst des gleichen Jahres zahlreiche Gleitflüge aus 5 bis 6 Meter Höhe durchgeführt, bei denen Flugweiten zwischen 20 und 25 Meter erreicht wurden. Lilienthal, der damals selbst keinen Fotoapparat hatte, bat den Meteorologen Carl Kassner, Fotografien der Versuche in Derwitz zu machen. Kassner war damit der erste, der die Flüge Lilienthals fotografierte. Er machte die ersten Fotos eines fliegenden Menschen.

## Bedeutung
Für Lilienthal brachten die Gleitflüge neben der Bestätigung seiner theoretischen Vorarbeiten viel Flugerfahrung, die er beim Bau verbesserter Gleiter umsetzte. Er schreibt 1892: „Durch die vorjährigen Erfahrungen bereichert, versuchte ich in diesem Jahr den Segelflug mit Flügeln bis zu 16 m² Fläche.“
Der französische Luftfahrtpionier Ferdinand Ferber schrieb 1905 nachbetrachtend zu Lilienthals Flügen mit dem Derwitzer Gleiter:

„Seit der Deutsche Lilienthal 1891 die ersten fünfzehn Meter in der Luft zurückgelegt hat, sind die Flieger im Besitz einer Methode, mit der sie arbeiten können.“

## Technische Daten
Derwitzer Gleiter
- Spannweite: 7,6 m (später 5,5 m)
- Flügeltiefe: 1,7 m

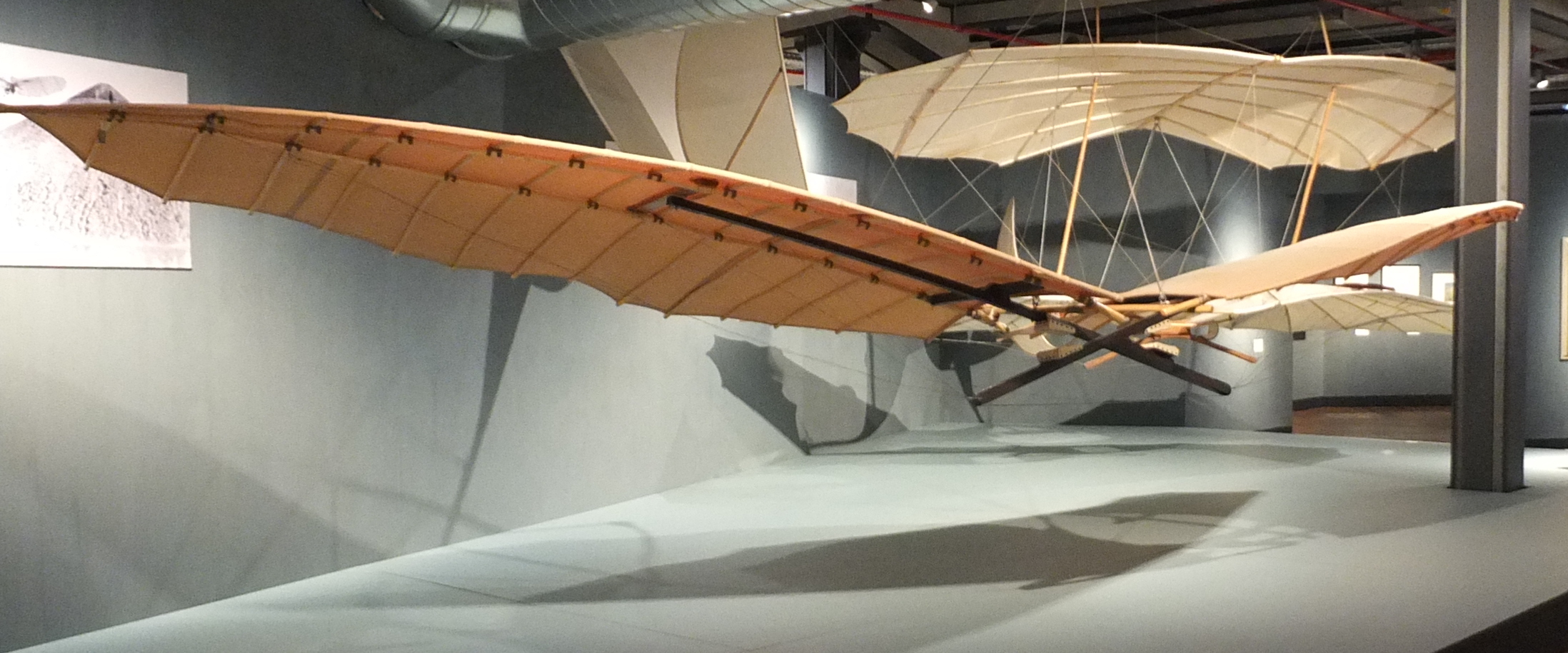
Derwitzer Apparat (Technikmuseum Berlin)

- Flügelfläche: ca. 10 m² (später 8 m²)
- Flügelstreckung: ca. 6 (später 4)
- Flügelwölbung: 1/10 der Flügeltiefe
- Länge: 3,90 m
- Gewicht: 18 kg
- maximale Flugweiten (von Lilienthal erreicht): 25 m

Steuerung durch Gewichtsverlagerung; starres Höhen- und Seitenleitwerk.

## Verbleib
Von den verschiedenen Flugzeugkonstruktionen Lilienthals sind neben dem Derwitzer Apparat acht weitere fotografisch belegt. Tatsächlich erhalten sind aber nur mehrere Exemplare des Normalsegelapparats und der sogenannte Sturmflügel. Nachbauten des Derwitzer Apparats sind als Exponate im Deutschen Segelflugmuseum, im Otto-Lilienthal-Museum und im Technikmuseum Berlin ausgestellt.